# Gümüştaş, Suşehri
Gümüştaş là một xã thuộc huyện Suşehri, tỉnh Sivas, Thổ Nhĩ Kỳ. Dân số thời điểm năm 2011 là 127 người.